# Nilaparvata muiri
Nilaparvata muiri är en insektsart som beskrevs av William Edward China 1925. Nilaparvata muiri ingår i släktet Nilaparvata och familjen sporrstritar. Inga underarter finns listade i Catalogue of Life.